# Hažín nad Cirochou
Hažín nad Cirochou est un village de Slovaquie situé dans la région de Prešov.

## Histoire
Le village existait avant 1317, date à laquelle est datée la première mention écrite. Il existait probablement déjà en Grande Moravie.
À partir de 1317 (et également au XVIIe siècle), il faisait partie du domaine Humen des Drugets.
Au début du XVIIIe siècle, le village disparaît un temps, mais est rapidement restauré.
En 1909 Hažin nad cirouchou est desservi par la ligne 196 reliant humenné à stakčin

## Démographie

### Évolution de la population
| Année:               | 1994. | 2004.    | 2014.   | 2024.   |
| -------------------- | ----- | -------- | ------- | ------- |
| Nombre de personnes: | 609   | 709      | 675     | 654     |
| Différence:          |       | +16,42 % | -4,79 % | -3,11 % |

| Année:               | 2023. | 2024.   |
| -------------------- | ----- | ------- |
| Nombre de personnes: | 665   | 654     |
| Différence:          |       | -1,65 % |